# دانيل اينبيندير
دانيل اينبيندير (بالعبرية: דן איינבינדר‏) (16 فبراير 1989 بالقدس في إسرائيل - ) هو لاعب كرة قدم إسرائيلي في مركز الوسط. شارك مع منتخب إسرائيل تحت 18 سنة لكرة القدم ‏ ومنتخب إسرائيل تحت 19 سنة لكرة القدم. أما مع النوادي، فقد لعب مع بيتار القدس ونادي مكابي تل أبيب ونادي هبوعيل إيروني كريات شمونة.

## وصلات خارجية
- دانيل اينبيندير على موقع الاتحاد الأوربي (الإنجليزية)
- دانيل اينبيندير على موقع قاعدة بيانات كرة القدم.إي يو (الإنجليزية)
- دانيل اينبيندير على موقع ناشيونال فوتبول تيمز (الإنجليزية)
- دانيل اينبيندير على موقع Soccerway.com (الإنجليزية)
- دانيل اينبيندير على موقع AS.com (الإسبانية)